# 김명훈 (정치인)
김명훈(생년 미상 ~ )은 조선민주주의인민공화국의 정치인이다. 체신성 정보통신연구소 실장 겸 조선로동당 중앙검사위원회 위원이다.

## 경력
조선민주주의인민공화국 내각 체신성 정보통신연구소 실장으로 2016년 5월 제7차 당대회에서 조선로동당 중앙검사위원회 위원에 선출되었다.